# Liste von Fernsehsendern im Vereinigten Königreich
Die Liste von Fernsehsendern im Vereinigten Königreich enthält Fernsehprogramme, deren Sitz im Vereinigten Königreich liegt.
Sie sind primär nach Anbietern sortiert und enthalten hauptsächlich nationale und internationale Voll- und Spartenprogramme. Relevante subnationale Programme können ebenfalls enthalten sein. Reine Internetsender und Programme, die lediglich in regionalen Kabelnetzen verbreitet sind, sind hier nicht enthalten. Die Liste ist nicht auf englischsprachige Sender beschränkt.
Die Liste erhebt keinen Anspruch auf Vollständigkeit.

## Liste nach Anbietern
British Broadcasting Corporation
- BBC One
- BBC Two
- BBC Three
- BBC Four
- BBC Red Button (digitaler „Interactive television“-Kanal)
- CBeebies
- CBBC
- BBC News
- BBC Parliament

Independent Television
- ITV plc:
  - ITV1 (sowie ITV1+1 sowie ITV1 HD)
  - ITV2 (sowie ITV2+1 sowie ITV2 HD)
  - ITV3 (sowie ITV3+1 sowie ITV3 HD)
  - ITV4 (sowie ITV4+1 sowie ITV4 HD)
  - ITVBe
  - UTV (früher Ulster Television)

- STV Group plc:
  - STV (sowie STV+1 sowie STV HD)

Channel 4
- Channel 4 (sowie Channel 4+1 sowie Channel 4 HD)
- E4 (sowie E4+1)
- E4 Extra
- More4 (sowie More4+1)
- Film4 (sowie Film4+1)
- 4seven

Channel 5
- Channel 5 (sowie Channel 5+1)
- 5Star (sowie 5Star+1)
- 5USA (sowie 5USA+1)
- 5Action
- 5Select

S4C
- S4C

Sky UK
- Sky Showcase (früher Sky One)
- Sky Witness (früher Sky Living)
- Sky Atlantic
- Sky Replay (früher Sky Two)
- Sky Max
- Sky Comedy
- Sky Crime (früher Real Lives)
- Sky Mix (früher Pick)
- Sky Sci-Fi (früher Syfy)
- Challenge
- Sky Arts
- Sky History (früher History)
- Sky History2 (früher H2)
- Sky Documentaries
- Sky Nature
- Sky Cinema Premiere
- Sky Cinema Select
- Sky Cinema Hits
- Sky Cinema Sci-Fi & Horror
- Sky Cinema Animation
- Sky Cinema Family
- Sky Cinema Action
- Sky Cinema Comedy
- Sky Cinema Thriller
- Sky Cinema Drama
- Sky Cinema Greats
- Sky Sports Main Event
- Sky Sports Premier League
- Sky Sports Football
- Sky Sports Cricket
- Sky Sports Golf
- Sky Sports F1
- Sky Sports Arena
- Sky Sports Mix
- Sky Sports Box Office
- Sky Sports News
- Sky Sports Racing
- Sky News
- Sky Kids

UKTV
- U&Dave
- Gold
- Alibi
- U&W
- U&Drama (früher Blighty)
- U&Eden
- U&Yesterday

Paramount International Networks
- Comedy Central UK & Ireland
- Comedy Central Extra
- MTV
- MTV Music (früher MTV Shows)
- MTV 80s (früher MTV Classic)
- MTV 90s (früher MTV Base)
- MTV Hits
- MTV Live

Warner Bros. Discovery
- Discovery Channel
- Discovery History
- Discovery Science
- Discovery Turbo
- Animal Planet
- TLC
- DMAX
- HGTV (früher Home)
- Quest
- Quest Red
- Eurosport 1
- Eurosport 2

Viacom
- Colors

## Sonstige Spartensender weiterer Anbieter
Musiksender
- Clubland TV
- NOW 70s
- NOW 80s
- NOW 90s & 00s
- NOW Rock
- That’s Dance
- That’s Fabulous
- That’s Melody

Nachrichtensender
- GB News

Kindersender
- Nickelodeon UK & Ireland (sowie Nickelodeon+1)
- Nick Toons
- Nick Jr. UK & Ireland
- Nick Jr. Too
- Cartoon Network (sowie Cartoon Network+1)
- Boomerang (sowie Boomerang+1)
- Cartoonito
- Pop (sowie Pop+1)
- Tiny Pop (sowie Tiny Pop+1)
- Pop Max (sowie Pop Max+1)
- BabyTV